# والاس واتلز

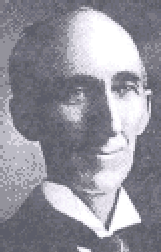
والاس دی. واتلز

والاس واتلز (Wallas Watles) (۱۸۶۰-۱۹۱۱) یک نویسنده آمریکایی پیرو اندیشه نو بود.  نوشته‌های وی به طور گسترده‌ای در حیطه خودیاری به چاپ رسید. از معروفترین کتاب‌های وی که در ایران نیز به چاپ رسیده می‌توان به کتاب «علم چگونه توانگر شدن» اشاره کرد.